# Anthony Garcia
Ne doit pas être confondu avec le peintre Antoni Garcia.
Pour les articles homonymes, voir García.
Anthony Garcia est un footballeur français né le 18 mars 1972 à Pierrelatte (Drôme). Formé à Monaco, il a évolué comme milieu de terrain dans de nombreux clubs comme Lille, Valenciennes ou Saint-Étienne.

## Biographie
Anthony Garcia est formé à l'AS Monaco. En mars 1988 il est retenu en équipe de France juniors B1 (moins de 16 ans) aux côtés de Zinédine Zidane. En mai 1989, Arsène Wenger le fait débuter en D1, à 17 ans.
Il effectue l'essentiel de sa carrière en deuxième division.
En novembre 2003, quatre mois après la fin de son contrat avec l'AS Saint-Etienne, et après un essai infructueux à Angers SCO, il signe au Stade lavallois, après un essai concluant.

## Palmarès
- Vice-champion de France de D1 en 1992 avec l'AS Monaco
- Finaliste de la Coupe de France en 1989 avec l'AS Monaco
- Champion de France de D2 en 2002 avec l'AC Ajaccio